# 陳慧翎
陳慧翎（1975年3月4日—2023年11月1日），臺灣電視導演。

## 經歷
陳慧翎過去曾在大愛電視工作長達10年。其父為鐵工廠老闆，早年時期由於其父經常攜他觀賞電影而激發了她對從事影業的濃厚興趣。父親去世後曾在兩年中陷入情緒低谷，後則透過執導一部紀錄片而追求目標。2008年，他因執導公視人生劇展《與男友的前女友密談》及大愛劇場《黃金線》，而獲得該年電視金鐘獎獲頒剪輯獎、迷你劇集編劇獎、戲劇節目導播（演）獎等殊榮。2009年，其執導電視劇《下一站，幸福》取得了卓越的收視成績。2010年所執導的《那年，雨不停國》則榮獲電視金鐘獎戲劇節目導播（演）獎。
2023年11月1日，陳慧翎因子宮頸癌病逝於臺北市文山區萬芳醫院，終年48歲。

## 執導作品

### 電影短片
- 2008 紀錄片《草根菩提-黃金線》
- 2010《Action》

### 長篇電視劇
- 2008 大愛電視台《撿稻穗系列-黃金線》
- 2009 台視、三立都會台《下一站，幸福》
- 2010 公視《那年，雨不停國》
- 2011 華視《拜金女王》
- 2013 安徽衛視、深圳衛視、四川衛視《愛情自有天意》
- 2013 湖南衛視《未婚妻》
- 2022 Netflix《媽，別鬧了！》
- 2023 騰訊視頻、LINE TV《左耳》

### 電視電影
- 2008《與男友的前女友密談》
- 2012《吉林的月光》
- 2016《滾石愛情故事－鬼迷心竅》
- 2016《滾石愛情故事－新不了情》

### 迷你劇集
- 2011 大愛電視台《人間渡系列-你的眼我的手》編劇及導演
- 2018 公視主頻《你的孩子不是你的孩子-媽媽的遙控器》編劇及導演
- 2018 公視主頻《你的孩子不是你的孩子-貓的孩子》編劇及導演
- 2018 公視主頻《你的孩子不是你的孩子-茉莉的最後一天》編劇及導演
- 2018 公視主頻《你的孩子不是你的孩子-孔雀》編劇及導演
- 2018 公視主頻《你的孩子不是你的孩子-必須過動》編劇及導演

### 長篇電影
- 2014《只要一分鐘》
- 2020《誰是影后》

### 音樂錄影帶
| 年份   | 歌手   | 專輯         | 歌曲             | 首播日期       | 備註                               |
| ------ | ------ | ------------ | ---------------- | -------------- | ---------------------------------- |
| 2010年 | 丁噹   | 下一站，天后 | 洋蔥             | 2010年7月6日   | 首次執導音樂錄影帶                 |
| 2011年 | 吳建豪 | C'est la V   | Is This All      | 2011年6月16日  | 《拜金女王》片頭曲                 |
| 2011年 | 吳建豪 | C'est la V   | 哎呀             | 2011年11月22日 |                                    |
| 2013年 | 劉若英 | 親愛的路人   | 遺忘的都回來了   |                |                                    |
| 2013年 | 劉若英 | 親愛的路人   | 親愛的路人       | 2013年5月2日   | TVBS電視劇《姐姐立正向前走》片尾曲 |
| 2019年 | 鄭心慈 | 幸福藏在哪裡 | 幸福藏在哪裡     | 2019年11月15日 | TVBS電視劇《天堂的微笑》片頭曲     |
| 2019年 | 鄭心慈 | 幸福藏在哪裡 | 想念是最遠的旅行 | 2019年11月26日 | TVBS電視劇《天堂的微笑》片尾曲     |
| 2020年 | 周興哲 | 小時候的我們 | 受夠             | 2020年2月17日  |                                    |

## 獎項紀錄

### 電視金鐘獎
| 年份   | 頒獎典禮     | 獎項                     | 影片                                     | 結果 |
| 2008年 | 第43屆金鐘獎 | 剪輯獎                   | 《公視人生劇展 -《與男友的前女友密談》》 | 獲獎 |
| 2008年 | 第43屆金鐘獎 | 迷你劇集編劇獎           | 《公視人生劇展 -與男友的前女友密談》     | 獲獎 |
| 2008年 | 第43屆金鐘獎 | 戲劇節目導演獎           | 《大愛劇場 -《黃金線》》                 | 獲獎 |
| 2010年 | 第45屆金鐘獎 | 戲劇節目導演獎           | 《那年，雨不停國》                       | 獲獎 |
| 2011年 | 第46屆金鐘獎 | 迷你劇集／電視電影導演獎 | 《大愛劇場—《你的眼我的手》》            | 提名 |
| 2019年 | 第54屆金鐘獎 | 迷你劇集／電視電影導演獎 | 《你的孩子不是你的孩子-貓的孩子》        | 獲獎 |

## 外部連結
- 陳慧翎的新浪微博
- 陳慧翎在豆瓣上的资料（简体中文）
- 陳慧翎在香港影庫上的簡介
- 陳慧翎在台灣電影網上的資料（繁體中文）
- 華文影史庫 陳慧翎 簡介 （页面存档备份，存于）